# Sonata per pianoforte n. 30 (Beethoven)
La sonata per pianoforte n. 30 è la terzultima delle 32 composte da Beethoven; vide la luce nel 1819-1820, in un periodo libero da altre commissioni ma i cui sforzi erano rivolti principalmente per la creazione della Messa Solenne Op. 123. Il 31 maggio 1820 si impegnò con l'editore Schlesinger a consegnare tre sonate entro tre mesi. Tuttavia in autunno soltanto l'Op. 109 era terminata; per le future Op. 110 e Op. 111 dovrà attendere più di un anno.

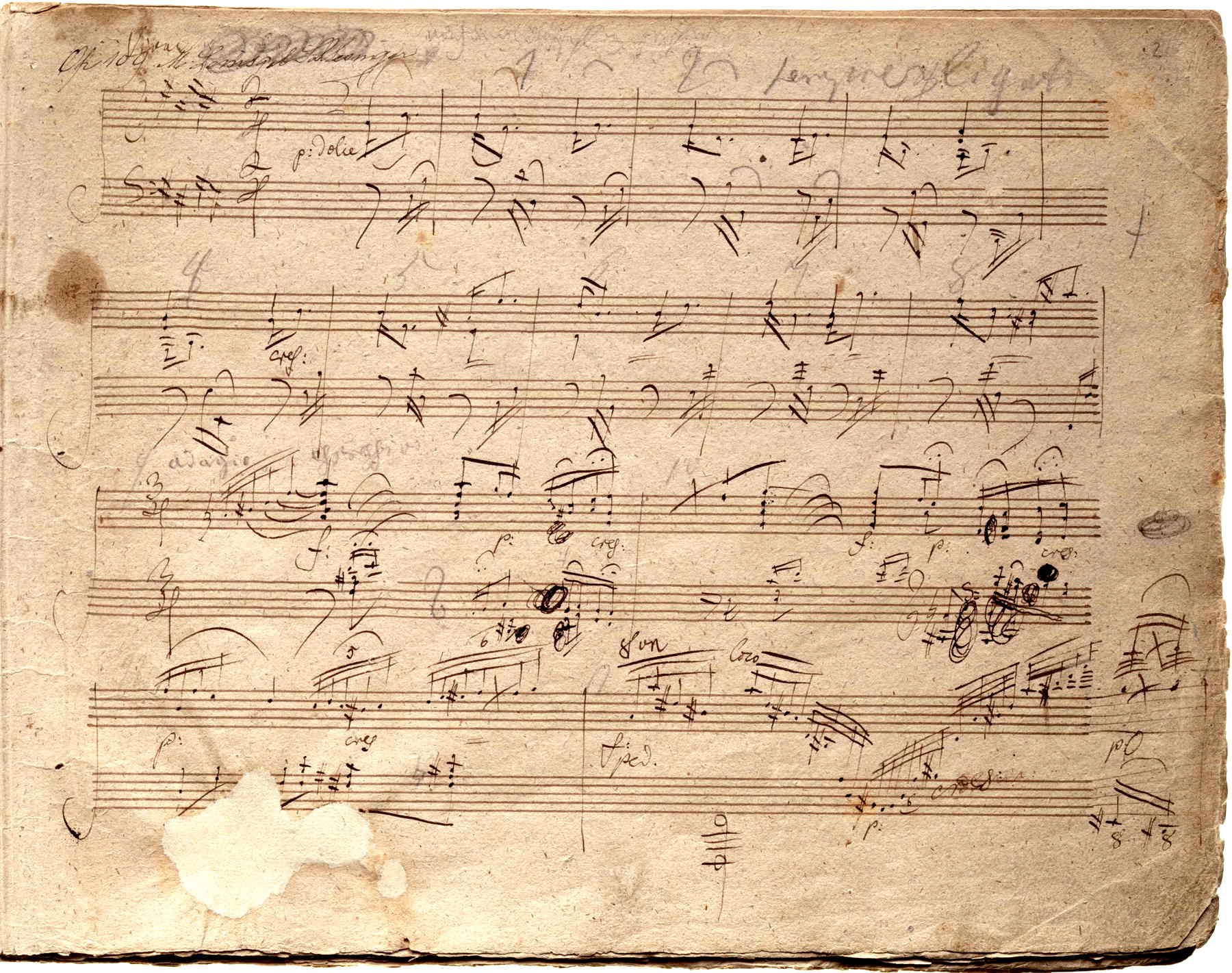
Autografo della prima pagina della sonata Op. 109

## Struttura
La sonata n. 30 è suddivisa nei seguenti 3 movimenti:
1. Vivace ma non troppo
2. Prestissimo (in Mi minore)
3. Gesangvoll, mit innigster Empfindung. Andante molto cantabile ed espressivo
[Pieno di canto, con il più intimo sentimento]

I primi due sono di proporzioni assai ridotte. Il Vivace ma non troppo apre l'opera con uno stile apparentemente simile ad un'improvvisazione musicale; segue il conciso Prestissimo, in forma sonata come il precedente ma dal carattere «spettrale e carico di demoniaca energia», secondo l'opinione di Walter Riezler.

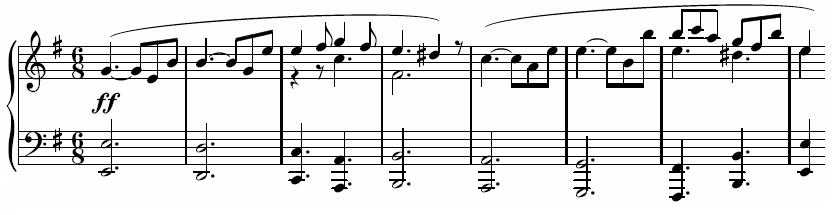
Incipit del Prestissimo (secondo movimento)

Il terzo movimento (il cui titolo è in tedesco - come avvenuto nelle precedenti sonate Op. 90 e Op. 101 - è un tema (Andante molto cantabile ed espressivo) con sei variazioni:
- Variazione I: Molto espressivo;
- Variazione II: Leggermente;
- Variazione III: Allegro vivace;
- Variazione IV: Etwas langsamer als das Thema
[Un poco più lento del tema];
- Variazione V: Allegro ma non troppo;
- Variazione VI.

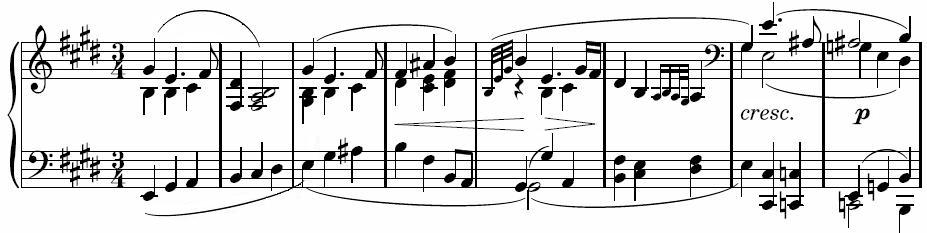
Il tema del terzo movimento: Andante molto cantabile ed espressivo

All'ultima variazione segue immediatamente il ritorno del tema iniziale originario, con il quale si conclude la sonata.

## Analisi del Primo movimento
Il Primo movimento della sonata ha come metro due quarti (con alcune parti in tre quarti) nella tonalità di base di mi maggiore. L'indicazione agogica (o tempo) indicata è “Vivace, ma non troppo” e “Adagio espressivo” in alcune zone centrali del movimento. La struttura formale può essere interpretata come quella di una semplice forma-sonata con le tre classiche parti: Esposizione (misure 1-16) - Sviluppo (misure 17-54) - Ripresa (misure 54-67) con Coda finale (misure 67-102). In realtà la forma di questo primo tempo ha dato luogo ad un certo dibattito tra i vari commentatori musicali. Innanzitutto il movimento è molto breve (non più di 4 minuti) per poter sviluppare compiutamente e con un certo approfondimento la struttura della forma-sonata (Charles Rosen lo definisce "estremamente compresso"); ma soprattutto è difficile stabilire quale sia il secondo tema. Wilhelm von Lenz (Riga, 1808 - Pietroburgo, 1883), uno dei primi studiosi della musica di Beethoven, dà un giudizio non molto favorevole: "È molto se questo primo pezzo con i due Adagi può passare per un preambolo di un'improvvisazione". Per alcuni l'Adagio espressivo è considerato come secondo tema; mentre per altri, in realtà, non vi è una vera e propria seconda idea. Anche se in questo primo tempo è evidente il collegamento alla "forma-sonata", della quale si possono individuare le seguenti sezioni: un primo tema, un contrasto (l'Adagio espressivo), lo sviluppo e ripresa, tuttavia è innegabile che queste parti sono "l'espressione di uno stato d'animo che non si piega alle volute limitazioni formali".
L'Esposizione inizia senza preamboli con il primo tema, molto lirico e costruito liberamente. La melodia è "portata da ambedue le mani data la distribuzione tra di esse degli accordi spezzati" Il tema vero e proprio è comunque "nascosto" nelle semiminime della voce superiore: la mano destra in effetti suona due voci. In brevissimo spazio (da misura 1 a misura 9) l'armonia dalla tonica (mi maggiore) modula alla dominante (si maggiore) e nel contempo si chiude l'arco espressivo del tema.[batt. 1-9]
Un accordo di fa diesis maggiore (dominante della dominante) prepara l'entrata della frase seguente nell'armonia della dominante (si maggiore). Cambia il metro in tre quarti e l'indicazione agogica (o tempo) è “Adagio espressivo”. Questa seconda parte (normalmente assegnata ad un secondo tema alla dominante) è interpretata variamente: come una divagazione, come avente il carattere di una "libera fantasia", o semplicemente come il "secondo gruppo di temi". La prima cosa ad essere notata è la semplicità elementare del primo tema (interrotto però bruscamente) "contrapposta ad una profonda e appassionata sensibilità drammatica dell'Adagio espressivo". In realtà "a dispetto dello stupefacente cambiamento del tempo... la linea superiore della fine del vivace trova continuazione in modo spontaneo e naturale nell'adagio che viene preparato in maniera convincente dal crescendo". L'armonia dell'Adagio è cromatica e la dominante non viene affermata subito: a misura 11 raggiunge la relativa minore (do diesis minore), quindi con un primo slittamento armonico a misura 13 raggiunge il re diesis maggiore, mentre a misura 14, con un secondo slittamento armonico, raggiunge finalmente il si maggiore (dominante della tonalità di base).[batt. 10-14]
Ancora un cambio di metro (2/4 e "Tempo I°") e si "entra" a misura 17 nello Sviluppo. Questo è molto breve (una trentina di battute) ed elabora unicamente il tema principale, in modo tensivo, nella tonalità di si maggiore (dominante). Un culmine espressivo s'individua, a misura 35, determinato dagli forzando assegnati alla seconda parte della battuta. Un secondo culmine espressivo si individua a misura 50 (coda dello sviluppo prima della ripresa) dove il basso scende da mi a mi con una nuova figurazione. [batt. 50-59]
La Ripresa del tema principale alla tonica (mi maggiore) è molto breve (da misura 54 a misura 59). La fusione della ripresa con lo sviluppo è tale che il ritorno del tema principale passa quasi inosservato. La ripresa del secondo tema inizia alla tonica come prevedono le norme della forma-sonata, ma dopo tre misure un cambio dell'armatura di chiave modula al do maggiore e un'acme espressiva viene raggiunta a misura 64 su un accordo di do maggiore in fortissimo. Quindi alla misura successiva si rientra nella tonica e con un ritardando si chiude il secondo tema.
Con la Coda (a misura 69) si ritorna al tema principale, questa volta sviluppato in modo distensivo. Notevoli sono "una dozzina di battute (78 - 88) con una semplicissima successione di accordi, cantabile, come un inno".

### Schema riassuntivo
| Parte       | Sezione           | Grado                       | Tonalità             | Battute:da-a |
| ----------- | ----------------- | --------------------------- | -------------------- | ------------ |
| Esposizione | Tema principale   | I (tonica)                  | mi magg.             | 1 – 9        |
| Esposizione | Secondo tema      | V (dominante)               | si magg.             | 10 - 16      |
| Sviluppo    | (Tema principale) | V (dominante) => I (tonica) | si magg. => mi magg. | 17 - 54      |
| Ripresa     | Tema principale   | I (tonica)                  | mi magg.             | 54 - 59      |
| Ripresa     | Secondo tema      | => I (tonica)               | => mi magg.          | 60 - 68      |
| Coda        | (Tema principale) | I (tonica)                  | mi magg.             | 68 - 102     |

## Analisi del Secondo movimento
Il Secondo movimento della sonata ha come metro sei ottavi nella tonalità di base di mi minore. L'indicazione agogica (o tempo) indicata è “Prestissimo”. La struttura formale è quella di uno scherzo in forma-sonata. Si tratta di "Prestissimo vivace e impetuoso dal carattere chiaramente beethoveniano".
Nell'Esposizione inizia subito il Primo tema nella tonalità di mi minore (la tonica per questo movimento). Questo consiste in 8 misure divise su 2 semifrasi simmetriche di 4 misure ciascuna (domanda - risposta): la prima semifrase inizia sulla tonica (mi minore) e termina sulla dominante (si maggiore), la seconda semifrase inizia sulla sottodominante (la minore) per poter chiudere sulla tonica (mi minore è anche la dominante di la minore). Interessante è il marcato rilievo tematico del basso che fornirà il materiale per il successivo sviluppo. Inoltre un certo parallelismso si può trovare tra la figurazione delle prime due battute del tema e la scala discendente del basso (da mi a mi) che preparava l'avvio (battute 50 - 54) della ripresa del movimento precedente, unificando così i due movimenti. [batt. 1-8]
La chiusura del tema (o codetta) si sviluppa da misura 9 a misura 20 sulla tonica. Sono 16 misure nelle quali viene presentata per quattro volte una delle due semifrasi variamente elaborata su un continuo pedale di dominante. Il Secondo tema, derivato chiaramente dal primo (battute 3 - 4), inizia prima con un unisono tra le due mani (una specie di introduzione), proseguendo poi con la stessa voce in contrappunto. La tonalità è quella della dominante (si minore) disturbata da alcuni cromatismi in progressione. [batt. 25-31]
Nella parte finale (da misura 57) un contrappunto doppio all'ottava chiude l'esposizione. Per quattro misure la mano destra suona una scala ascendente, mentre la sinistra un motivo di semiminime discendenti; le due mani partendo dalla zona centrale della tastiera, raggiungono così gli estremi rispettivamente acuto e grave. A battuta 61 le due mani si scambiano i temi e ritornano così nella zona centrale della tastiera. L'ambiente armonico è la dominante della dominante (fa diesis maggiore). [batt. 57-64]
Lo Sviluppo (a misura 66) inizia sull'inciso iniziale del tema principale (la terzina di crome della prima battute del tema) su un pedale di dominante (si). Da notare il concatenamento della conclusione dell'esposizione con la sezione dello sviluppo: "la fine dell'una si sovrappone all'inizio dell'altra". A misura 70 lo sviluppo continua con un canone rigoroso a due voci (tra soprano e contralto). [batt. 66-73]
Nella parte finale dello sviluppo notevole è il movimento ascendente del basso: da do a la (misure 83 - 88), da si a re diesis (misure 89 - 92) e da mi fino al fa diesis (misure 93 - 96). Il fa diesis non è altro che la dominante della dominante (fa diesis è la dominante di si che è la dominante di mi - tonica). I tre accordi conclusivi di questa fase (misure 102 - 104) sviluppano questo concetto armonico e preparano quindi il ritorno del tema principale alla tonica (mi minore).
La Ricapitolazione inizia a misura 105 con il tema principale alla tonica, prosegue a misura 121 con il secondo tema alla tonica e termina con una Coda finale sulla dominante e da misura 167 alla fine con una classica cadenza dominante-tonica.

### Schema riassuntivo
| Parte       | Sezione                  | Sottosezione                | Grado                             | Tonalità                 | Battute:da-a |
| ----------- | ------------------------ | --------------------------- | --------------------------------- | ------------------------ | ------------ |
| Esposizione | Tema principale          | Prima semifrase             | I (tonica) => V (dominante)       | mi minore => si maggiore | 1 – 4        |
| Esposizione | Tema principale          | Seconda semifrase           | IV (sottodominante) => I (tonica) | la minore => mi minore   | 5 - 8        |
| Esposizione | Tema principale          | Codetta del tema            | V (dominante) => I (tonica)       | la minore => mi minore   | 9 - 24       |
| Esposizione | Secondo tema             | Quattro misure introduttive | V (dominante)                     | si maggiore              | 25 - 28      |
| Esposizione | Secondo tema             | Tema in contrappunto        | V (dominante)                     | si maggiore              | 28 - 32      |
| Esposizione | Secondo tema             | Codetta del tema            | V (dominante)                     | si maggiore              | 33 - 56      |
| Esposizione | Codetta dell'esposizione | Contrappunto doppio         | II (sopratonica)                  | fa # maggiore            | 57 - 65      |
| Sviluppo    | Tema principale          |                             | V (dominante)                     | si maggiore              | 66 - 104     |
| Ripresa     | Tema principale          | Prima semifrase             | I (tonica) => V (dominante)       | mi minore => si maggiore | 105 - 108    |
| Ripresa     | Tema principale          | Seconda semifrase           | IV (sottodominante) => I (tonica) | la minore => mi minore   | 109 - 112    |
| Ripresa     | Tema principale          | Codetta del tema            | V (dominante) => I (tonica)       | la minore => mi minore   | 113 - 119    |
| Ripresa     | Secondo tema             | Quattro misure introduttive | I (tonica)                        | mi minore                | 120 - 123    |
| Ripresa     | Secondo tema             | Tema in contrappunto        | I (tonica)                        | mi minore                | 124 - 131    |
| Ripresa     | Secondo tema             | Codetta del tema            | I (tonica)                        | mi minore                | 132 - 157    |
| Ripresa     | Codetta della ripresa    | Contrappunto doppio         | V (dominante)                     | si maggiore              | 158 - 166    |
| Coda finale | (accordi)                |                             | I (tonica)                        | mi minore                | 167 - 177    |

## Analisi del Terzo movimento
Il Terzo movimento della sonata ha come metro tre quarti nella tonalità di base di mi maggiore. L'indicazione agogica (o tempo) indicata è “Andante molto cantabile ed espressivo”. La struttura formale è quella di un tema con sei variazioni.

### Tema
Il Tema consiste in una melodia in due periodi (ripetuti) di otto battute ciascuno. La melodia del tema "è d'una chiarezza lirica assolutamente lineare e semplicissima". Il primo periodo (da misura 1 a misura 8) è caratterizzato da un elegante moto contrario (la mano destra procede in discesa, mentre la mano sinistra in salita) le cui voci s'incontrano sul primo tempo della quarta battuta (nella seconda parte l'incontro è nella settima battuta). Da un punto di vista armonico il tema inizia sulla tonica (mi maggiore) e termina sulla dominante (si maggiore) tramite un passaggio su un accordo di sesta tedesca (do naturale - la diesis). Anche le due frasi interne di quattro misure modulano dalla tonica alla dominante. [batt. 1-8]
Dopo la ripetizione del primo periodo segue il secondo periodo (da misura 9 a misura 16). Questo secondo periodo è caratterizzato da un movimento per terze parallele sia nel basso che nelle voci superiori. Il movimento armonico procede dalla dominante (si maggiore) alla relativa minore della dominante (sol diseis minore) nella prima frase, mentre nella seconda frase dovendo tornare alla tonica l'armonia passa attraverso un accordo di nona (si nona), poi di settima di dominante (si maggiore settima) per poi cadenzare sulla tonica (mi maggiore).). [batt. 9-16]
Le seguenti variazioni non sono ornamentali, ma esprimono un loro contenuto ideale e conservano del tema solo l'anima generatrice. Tutte le variazioni adottano la stessa tonalità del tema (mi maggiore) e in parte le modulazioni del tema, ma ognuna estrae qualcosa di diverso dal tema stesso.

### Prima variazione
La Prima variazione (misure 17 - 35) mantiene lo stesso carattere generale del tema. Il metro è tre quarti e l'indicazione agogica (o tempo) è "Molto espressivo". Il primo periodo viene trasformato in una lenta melodia, quasi una mazurca, con poche complicazioni armoniche. L'inizio è contrassegnato da un'appoggiatura (che si presenta tre volte) con un salto ascendente di ottava sulla dominante (si). Probabilmente Beethoven intendeva ricreare l'effetto di arpeggio che troviamo per tre volte nel tema principale a misure 5, 13 e 14. [batt. 17-24]
Nel secondo periodo l'appoggiatura si fa più frequente e all'intervallo di ottava si aggiunge anche quello di sesta. Lo schema armonico è simile a quello del tema.

### Seconda variazione
La 'Seconda variazione" (misure 36 - 67) sempre in tre quarti e con l'indicazione agogica (o tempo) "Leggermente" può essere chiamata "doppia" (Wilhelm von Lenz) in quanto le ripetizioni dei due periodi sono variate diversamente dalla prima esposizione. E quindi in realtà si hanno quattro periodi. Il primo periodo (misure 36 - 43) è un "tema danzante" impostato su una serie di accordi spezzati di semicrome che seguono il tema abbastanza da vicino; l'armonia modula dalla tonica alla dominante.[batt. 36-37]
La ripetizione del primo periodo (misure 44 - 51), in realtà è il secondo periodo, presenta un nuovo tema diviso in due frase (o semifrasi) di 4 misure. La prima frase è una variazione imperniata sull'intervallo di terza maggiore discendente dell'inizio del tema (un affettuoso "canto di crome"); l'armonia modula dalla tonica alla dominante ma per tutta la frase è sempre presente un pedale di crome di dominante (si). La seconda frase riprende il "tema danzante" ma con accordi più ricchi di note e una figurazione lievemente diversa.[batt. 44-49]
La ripetizione (misure 52 - 67) dei due periodi iniziali (ossia il terzo e quarto periodo) è simmetrica ma con una diversa è più complessa armonia: il terzo periodo inizia alla dominante, mentre il quarto (il "canto di crome") inizia a misura 60 (prima frase) con un pedale di re naturale che suggerisce un'armonia di si minore. Il re naturale a misura 61 si definisce quale nona minore della dominante di fa diesis minore, ossia do diesis nona minore e dal do diesis si arriva al sol diesis minore a misura 63 (la relativa minore della dominante si maggiore), Questa è una "cadenza interna" presente anche nel tema a misura 12. Facilmente quindi nella seconda frase si giunge alla tonica (mi maggiore) passando per la settima di dominante (si maggiore settima).[batt. 60-63]

### Terza variazione
La 'Terza variazione" (misure 69 - 100) è in due quarti e con l'indicazione agogica (o tempo) è "Allegro vivace". Si tratta di una invenzione a due voci in contrappunto doppio (invertibile). I quattro periodi sono divisi a loro volta in due frasi di 4 battute ognuno. Quindi abbiamo la seguente struttura: la prima frase presenta due voci che vengono scambiate nella seconda frase; inoltre passando da un periodo all'altro le voci vengono variate. La struttura armonica rimane costante: tonica-dominante e dominante-tonica. [batt. 69-76]

### Quarta variazione
La 'Quarta variazione" (misure 101 - 120) in nove ottavi e con l'indicazione agogica (o tempo) "Un poco meno andante, cioè un poco più adagio, come il tema" è una trama a quattro voci di delicata trasparenza.[batt. 101-102]
L'amonia rimane nella tonica fino alla fine della settima battuta della variazione (misura 107) dove una modulazione verso la dominante è preparata da un accordo di sesta tedesca. La seconda parte è un dialogo, come tra due manuali, che alla fine, dopo un ingrossamento della sonorità, vede il ritorno del tema iniziale di questa variazione. In questa seconda parte l'armonia inizia con un accordo sulla dominante (si nona) che alla fine, secondo lo schema generale, torna alla tonica.

### Quinta variazione
La Quinta variazione" (misure 121 - 128) è in quattro quarti e con l'indicazione agogica (o tempo) "Allegro ma non troppo". Per la prima volta, in questa variazione, non si rispettano i quattro periodi del tema (cioè i due periodi ripetuti), ma se ne aggiunge un quinto (misure 153 - 160). Dal punto di vista armonico i primi due periodi modulano dalla tonica alla dominante, mentre i tre ultimi dalla dominante alla tonica. La struttura è quella di una fuga a tre voci; il tema (soggetto) inizia con una terza maggiore discendente, mentre il controsoggetto è praticamente la forma inversa (ascendente) del tema. Alla fine del periodo (ottava battuata del periodo), prima della modulazione alla dominante, viene fedelmente riprodotta l'armonia della sesta tedesca. [batt. 121-128]
Il secondo periodo (misure 129 - 136) può essere considerato una specie di risposta con un nuovo controsoggetto formato da quartine di crome. Il terzo periodo (misure 137 - 144), seconda parte della fuga (alla dominante), è "informato dal rivolto della forma inversa del soggetto - una sesta (minore) discendente anziché una terza (maggiore) discendente". e le ultime due battute di questo periodo presentano "uno scontro violento di anticipazioni" accentuato dall'impiego delle zone estreme della tastiera.[batt. 137-144]
Gli ultimi due periodi, uno in forte e l'altro in piano, con nuovi controsoggetti al basso, "costituiscono un passaggio di transizione fra questa variazione e la sesta dove Beethoven giunge ad esplorare regioni del tutto ignote non soltanto al pianoforte, ma anche all'immaginazione musicale".

### Sesta variazione e ritorno del tema
La Sesta variazione della sonata ha come metro tre quarti (nove ottavi subito dopo) nella tonalità di base di mi maggiore. L'indicazione agogica (o tempo) indicata è “Tempo primo del Tema”. Non vengono più rispettate le divisioni in periodi. Il tema appare in una forma abbellita prima al contralto e poi al soprano sempre armonizzato dal basso.[batt. 161-165]
L'elemento di maggior spicco di quest'ultima variazione è il trillo sulla dominante (si). Questo viene preparato da dodici misure precedenti dove delle note ribattute sul si accelerano in figurazioni sempre più brevi: semiminime, crome, terzine di crome, sestine di semicrome, trillo misurato di biscrome e quindi il trillo vero e proprio a misura 172.
Il trillo per brevi momenti slitta alla tonica (battuta 168 e battuta 175) per poi tornare subito sulla dominante (trentatré battute su trentacinque). A misura 185 il trillo dalla parte del basso profondo passa a quella di contralto; il tema risuona frantumato in tempo sincopato (delle crome isolate sui tempi deboli della battuta), mentre la mano sinistra esegue una serie di scale discendenti di biscrome. L'armonia in questa fase si sposta alla dominante minore (si minore). [batt. 185-186]
I diversi livelli di sonorita della pagina appena descritta producono una tremenda tensione che senz'altro non è passata inosservata a musicisti successivi some Liszt. Le ultime quattro battute (misure 192 - 195) di questa fase sono anche le ultime della variazione prima del ritorno del tema. In queste il continuo arpeggio ascendente delle biscrome (un ostinato basato sulla tonica) con le note dell'armonia di settima di dominante sovrapposte al pedale di dominante espresso dal trillo "sembra presagire le sonorità del gamelan imitate da Debussy nelle sue composizioni per pianoforte del periodo di mezzo". [batt. 193-194]
Questa trasfigurazione del tema in una atmosfera così rarefatta, agevolata anche dal supporto di una linea melodica nel registro medio, ma soprattutto l'impressione di una musica che si libra altissima sul mondo dell'esperienza quotidiana, tutto ciò non ha riscontro in nessuna delle precedenti composizione beethoveniane.
A misura 196 riappare il tema nella sua forma più o meno originale. Questo ritorno "pare plachi, con la semplicità serena della melodia generatrice, il vagare anelante del pensiero".

### Schema riassuntivo
| Parte        | Sezione         | Sottosezione             | Grado                                                           | Tonalità                                  | Battute:da-a |
| ------------ | --------------- | ------------------------ | --------------------------------------------------------------- | ----------------------------------------- | ------------ |
| Tema         | Primo periodo   | Prima frase (domanda)    | I (tonica) => V (dominante)                                     | mi maggiore => si maggiore                | 1 – 4        |
| Tema         | Primo periodo   | Seconda frase (risposta) | I (tonica) => V (dominante)                                     | mi maggiore => si maggiore                | 5 - 8        |
| Tema         | Secondo periodo | Prima frase (domanda)    | V (dominante) => VI (sopradom./relativo min. della dom.)        | si maggiore => sol # minore               | 9 - 12       |
| Tema         | Secondo periodo | Seconda frase (risposta) | => I (tonica)                                                   | mi maggiore                               | 13 - 16      |
| Variazione 1 | Primo periodo   | Prima frase (domanda)    | I (tonica) => V (dominante)                                     | mi maggiore => si maggiore                | 17 - 20      |
| Variazione 1 | Primo periodo   | Seconda frase (risposta) | I (tonica) => V (dominante)                                     | mi maggiore => si maggiore                | 21 - 24      |
| Variazione 1 | Secondo periodo | Frase unica              | V (dominante) => I (tonica)                                     | si maggiore => mi maggiore                | 27 - 35      |
| Variazione 2 | Primo periodo   |                          | I (tonica) => V (dominante)                                     | mi maggiore => si maggiore                | 36 - 43      |
| Variazione 2 | Secondo periodo | Prima frase              | I (tonica) => V (dominante)                                     | mi maggiore => si maggiore                | 44 - 47      |
| Variazione 2 | Secondo periodo | Seconda frase            | I (tonica) => V (dominante)                                     | mi maggiore => si maggiore                | 48 - 51      |
| Variazione 2 | Terzo periodo   |                          | V (dominante)                                                   | si maggiore                               | 52 - 59      |
| Variazione 2 | Quarto periodo  | Prima frase              | V (dominante minore) => VI (sopradom./relativo min. della dom.) | si minore => sol # minore                 | 60 - 63      |
| Variazione 2 | Quarto periodo  | Seconda frase            | => I (tonica)                                                   | mi maggiore                               | 64 - 67      |
| Variazione 3 | Primo periodo   | Prima frase              | I (tonica) => V (dominante)                                     | mi maggiore => si maggiore                | 69 - 72      |
| Variazione 3 | Primo periodo   | Seconda frase            | I (tonica) => V (dominante)                                     | mi maggiore => si maggiore                | 73 - 76      |
| Variazione 3 | Secondo periodo | Prima frase              | I (tonica) => V (dominante)                                     | mi maggiore => si maggiore                | 77 - 80      |
| Variazione 3 | Secondo periodo | Seconda frase            | I (tonica) => V (dominante)                                     | mi maggiore => si maggiore                | 81 - 84      |
| Variazione 3 | Terzo periodo   | Prima frase              | V (dominante)                                                   | si maggiore                               | 85 - 88      |
| Variazione 3 | Terzo periodo   | Seconda frase            | V (dominante)                                                   | si maggiore                               | 89 - 92      |
| Variazione 3 | Quarto periodo  | Prima frase              | V (dominante)                                                   | si maggiore                               | 93 - 96      |
| Variazione 3 | Quarto periodo  | Seconda frase            | V (dominante) => I (tonica)                                     | si maggiore => mi maggiore                | 97 - 100     |
| Variazione 4 | Primo periodo   |                          | I (tonica) => V (dominante minore)                              | mi maggiore => si minore                  | 101 - 111    |
| Variazione 4 | Secondo periodo |                          | V (dominante/nona) => I (tonica)                                | si 9a => mi maggiore                      | 112 - 120    |
| Variazione 5 | Primo periodo   |                          | I (tonica) => V (dominante)                                     | mi maggiore => si maggiore                | 121 -128     |
| Variazione 5 | Secondo periodo |                          | I (tonica) => V (dominante)                                     | mi maggiore => si maggiore                | 129 -136     |
| Variazione 5 | Terzo periodo   |                          | V (dominante) => I (tonica)                                     | si maggiore => mi maggiore                | 137 -143     |
| Variazione 5 | Quarto periodo  |                          | V (dominante) => I (tonica)                                     | si maggiore => mi maggiore                | 144 - 152    |
| Variazione 5 | Quinto periodo  |                          | V (dominante) => I (tonica)                                     | si maggiore => mi maggiore                | 153 - 160    |
| Variazione 6 | Periodo unico   |                          | I (tonica) => V (dominante) => I (tonica)                       | mi maggiore => si maggiore => mi maggiore | 161 -195     |
| Tema         | Primo periodo   | Prima frase (domanda)    | I (tonica) => V (dominante)                                     | mi maggiore => si maggiore                | 196 - 199    |
| Tema         | Primo periodo   | Seconda frase (risposta) | I (tonica) => V (dominante)                                     | mi maggiore => si maggiore                | 200 - 203    |
| Tema         | Secondo periodo | Prima frase (domanda)    | V (dominante) => VI (sopradom./relativo min. della dom.)        | si maggiore => sol # minore               | 204 - 207    |
| Tema         | Secondo periodo | Seconda frase (risposta) | => I (tonica)                                                   | mi maggiore                               | 208 - 211    |